# Wim Verkruisen
Willem Gerardus (Wim) Verkruisen (Amsterdam, 5 oktober 1927 – Rotterdam, 17 maart 2009) was een Nederlands politicus van de  PvdA.
Hij werd geboren als zoon van Willem Gerardus Verkruisen (*1896; schrijver bij de gemeentelijke elektriciteitswerken en later hoofdklerk) en Anna Margaretha Schouten (*1899). Hij is afgestudeerd in de rechten en werd in 1962 wethouder van de gemeente  Ouder-Amstel. Daarnaast was hij als wetenschappelijke medewerker betrokken bij de Wiardi Beckman Stichting; het wetenschappelijk bureau van de PvdA. In 1966 werd Verkruisen benoemd tot burgemeester van de Groningse gemeente Muntendam. In 1974 werd hij hoogleraar staats- en bestuursrecht aan de Erasmus Universiteit Rotterdam en van 1984 tot 1991 was hij daar buitengewoon hoogleraar. Verkruisen overleed op 17 maart 2009 op 81-jarige leeftijd.